# Alpi Lepontine
Le Alpi Lepontine sono una sezione delle Alpi che interessa la Svizzera e l'Italia. Secondo la Partizione delle Alpi fanno parte delle Alpi Centrali, mentre secondo la SOIUSA esse si trovano nelle Alpi Nord-occidentali.

## Toponimo
Prendono il nome dai Leponzi, antica popolazione che abitava questi monti.

## Geografia e delimitazioni

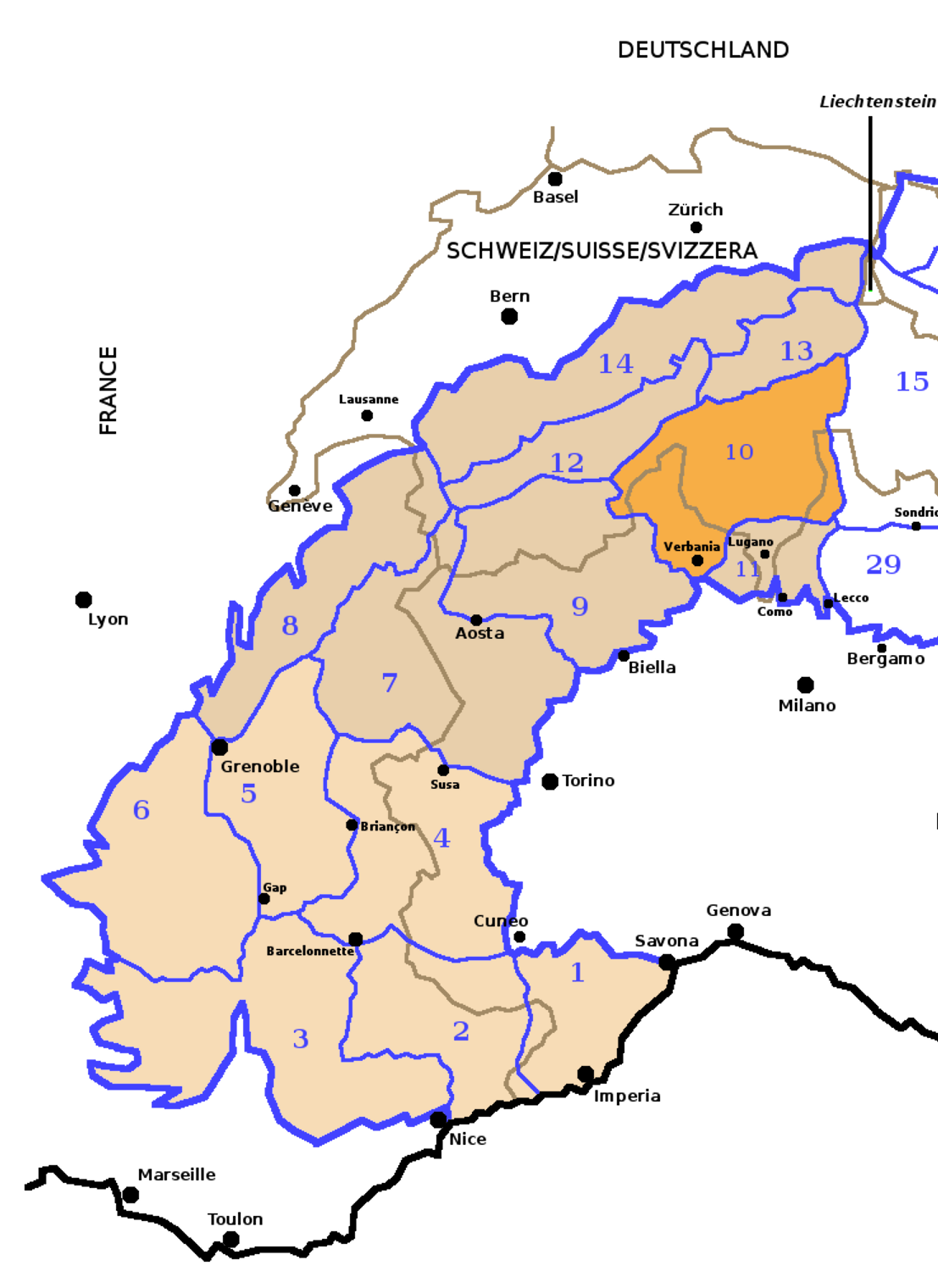
Le Alpi lepontine (sezione n. 10) nelle Alpi Occidentali

In Svizzera le Alpi Lepontine coprono la parte settentrionale del Canton Ticino, la parte sud-orientale del Cantone Vallese, la parte meridionale del Canton Uri e la parte occidentale del Canton Grigioni. In Italia coprono una parte nord-orientale del Piemonte ed una parte nord della Lombardia.
Dal punto di vista orografico le tre sottosezioni delle Alpi Lepontine sono lungo la catena principale alpina.
Confinano:
- a nord con le Alpi Bernesi separate dal Passo della Furka e con le Alpi Glaronesi separate dal passo dell'Oberalp;
- ad est con le Alpi Retiche occidentali separate dal passo dello Spluga;
- a sud con le Prealpi Luganesi separate dal Passo San Jorio
- ad ovest con le Alpi Pennine separate dal passo del Sempione.

Il limiti geografici nel dettaglio sono: passo del Sempione, torrente Saltina, Briga, fiume Rodano, Oberwald, passo della Furka, torrente Furkareuss, Andermatt, torrente Oberalpreuss, passo dell'Oberalp, fiume Reno Anteriore, Disentis, Tamins, Reno Posteriore, Splügen, passo dello Spluga (confine Svizzera/Italia), torrente Liro, Chiavenna, fiume Mera, lago di Como, Gravedona, torrente Liro di Gravedona, passo San Jorio (confine Italia/Svizzera), torrente Morobbia, fiume Ticino, lago Maggiore (confine Svizzera/Italia), fiume Toce, Domodossola, torrente Diveria (confine Italia/Svizzera), Sempione, passo del Sempione.

## Classificazione
Secondo la Partizione delle Alpi e secondo i testi recenti su questa basati, le Alpi Lepontine sono una sezione delle Alpi Centrali. Secondo la Suddivisione Orografica Internazionale Unificata del Sistema Alpino (SOIUSA) del 2005 le Alpi Lepontine sono invece una sezione delle Alpi Nord-occidentali.

## Suddivisione
La suddivisione delle Alpi Lepontine è diversa, a seconda delle varie convenzioni.

### Partizione delle Alpi
Secondo la Partizione delle Alpi, le Alpi Lepontine sono suddivise nei tre seguenti gruppi:
- Gruppo del Monte Leone
- Gruppo dell'Adula
- Alpi Ticinesi.

### SOIUSA
Le Alpi Lepontine, secondo la SOIUSA, sono suddivise in tre sottosezioni e dieci supergruppi:
- Alpi del Monte Leone e del San Gottardo
  - Catena Monte Leone-Blinnenhorn
  - Catena Rotondo-Centrale-Piz Blas
- Alpi Ticinesi e del Verbano
  - Catena Basodino-Cristallina-Biela
  - Gruppo dell'Onsernone
  - Catena Togano-Laurasca-Limidario
  - Catena Campo Tencia-Zucchero-Madone Grosso
- Alpi dell'Adula
  - Catena Medel-Terri
  - Gruppo dell'Adula
  - Monti dello Spluga
  - Catena Mesolcina

## Principali cime

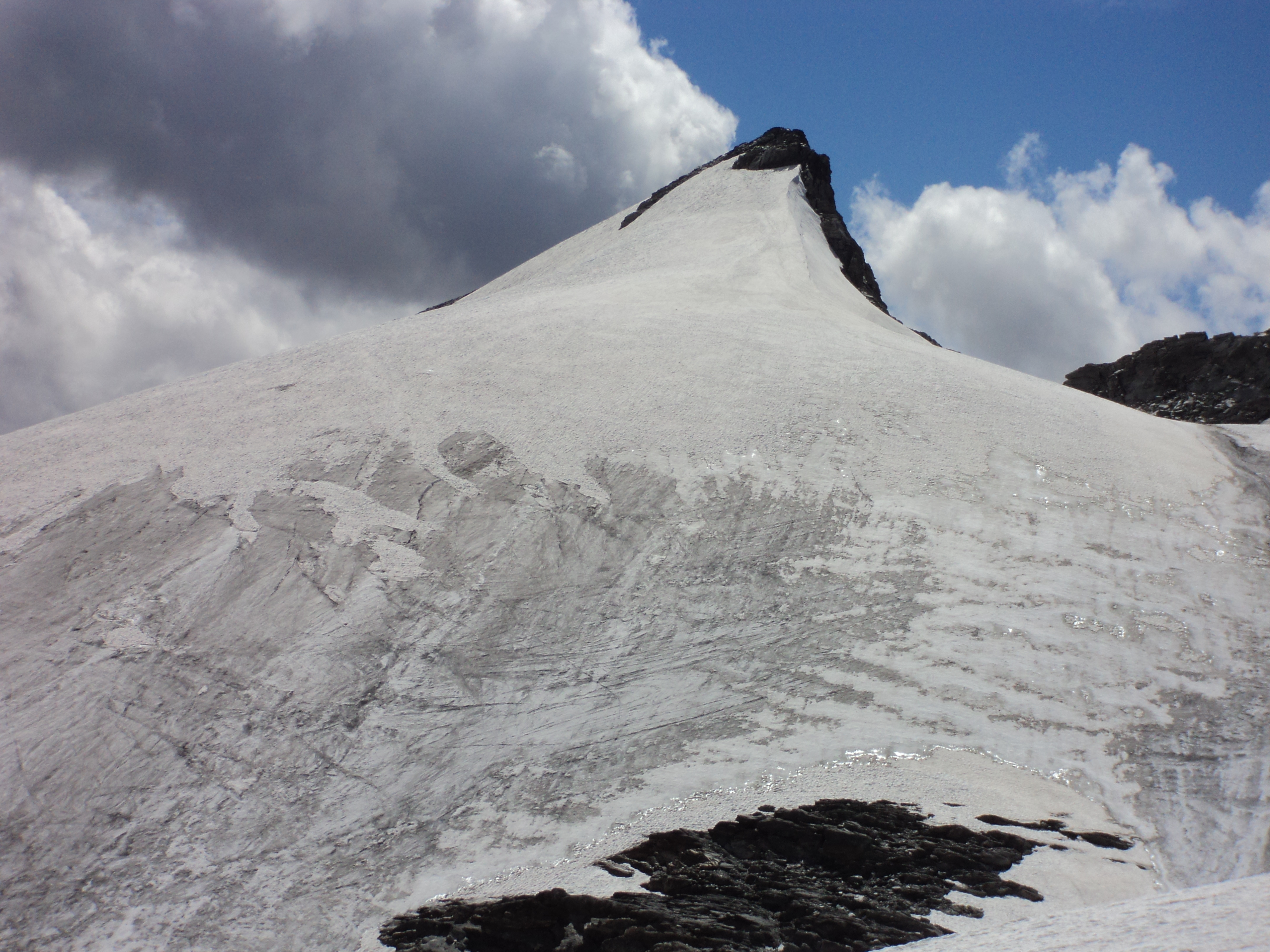
Breithorn del Sempione

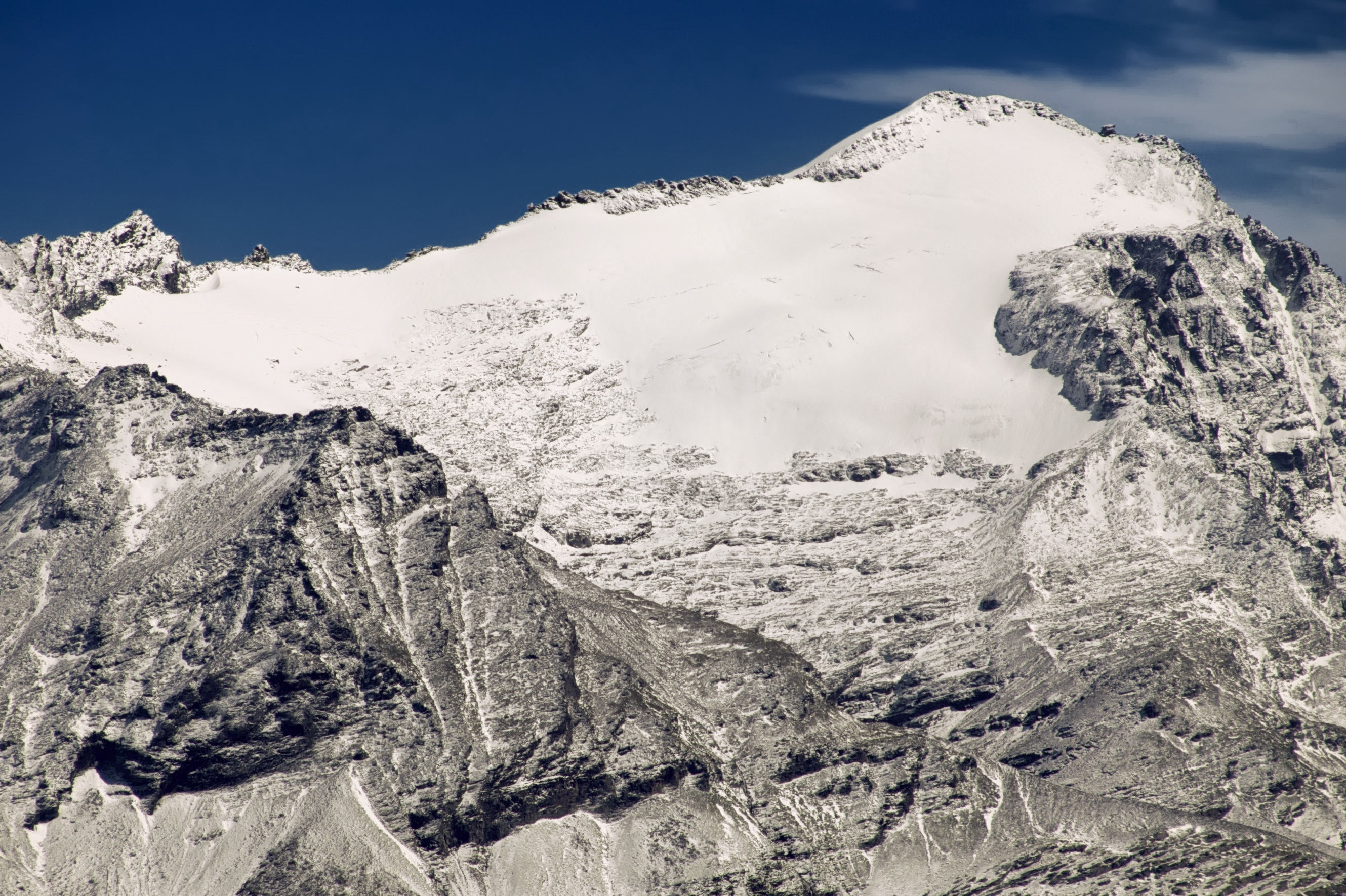
L'Adula

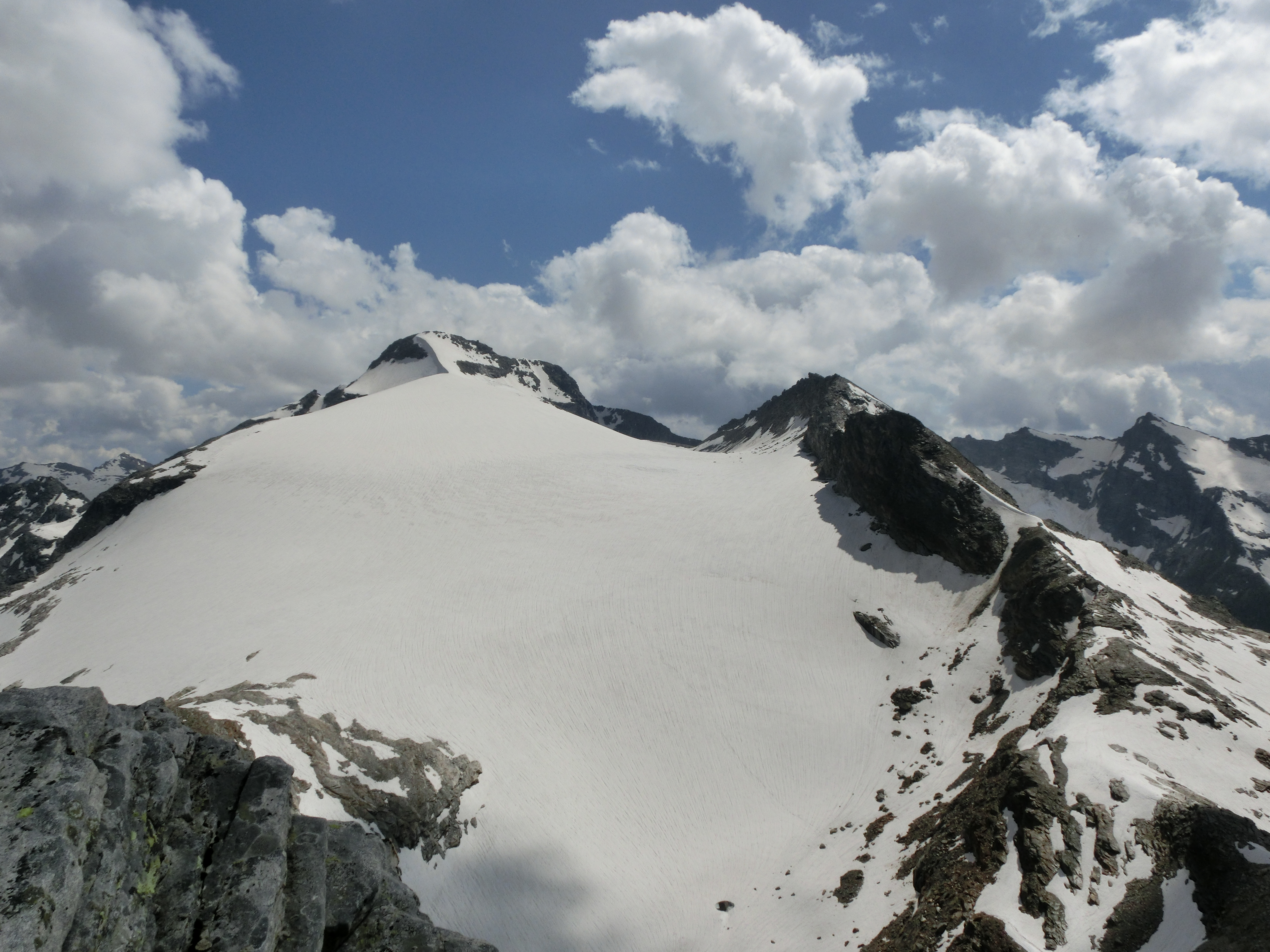
Güferhorn

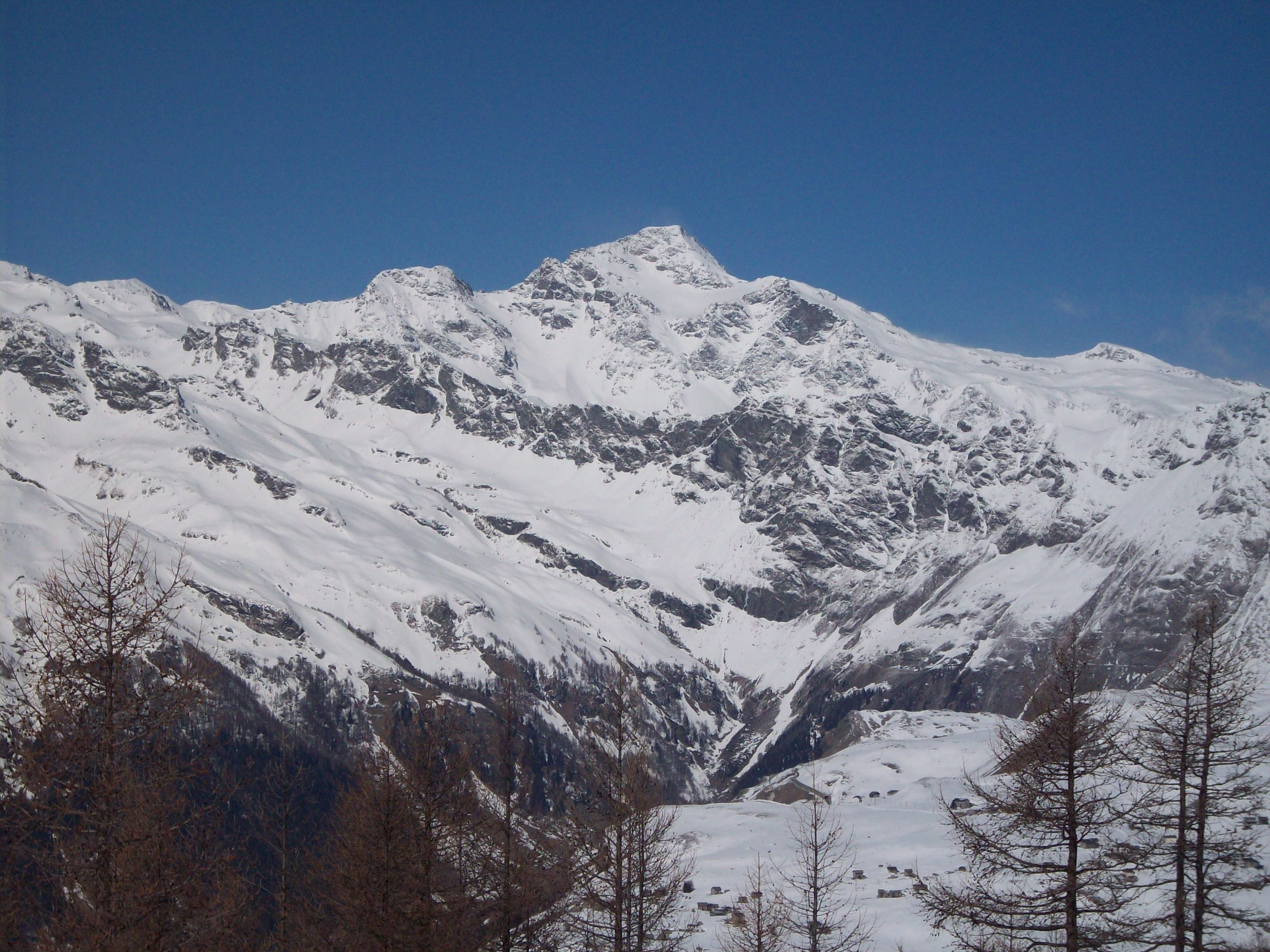
Pizzo Tambò

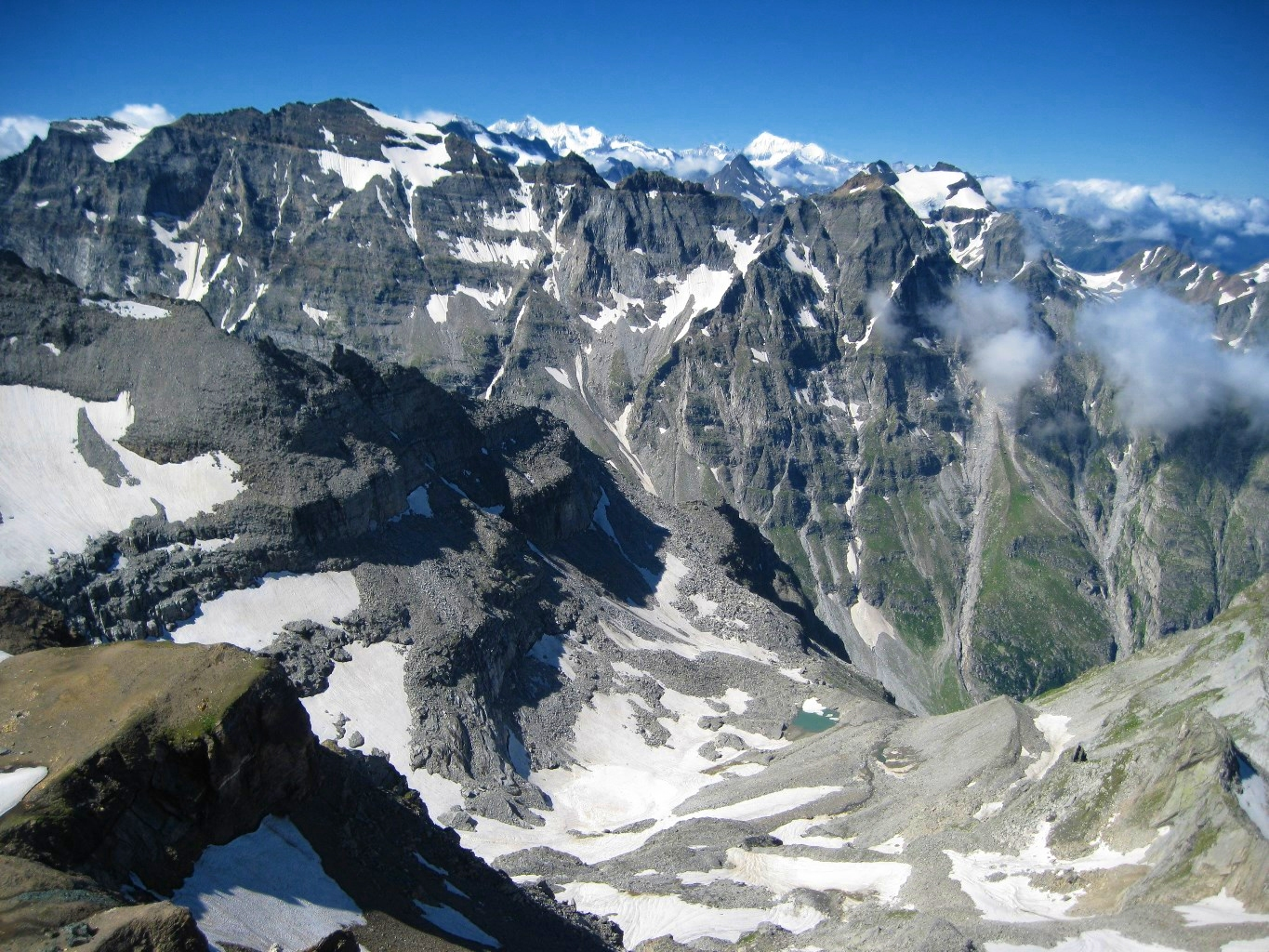
Helsenhorn

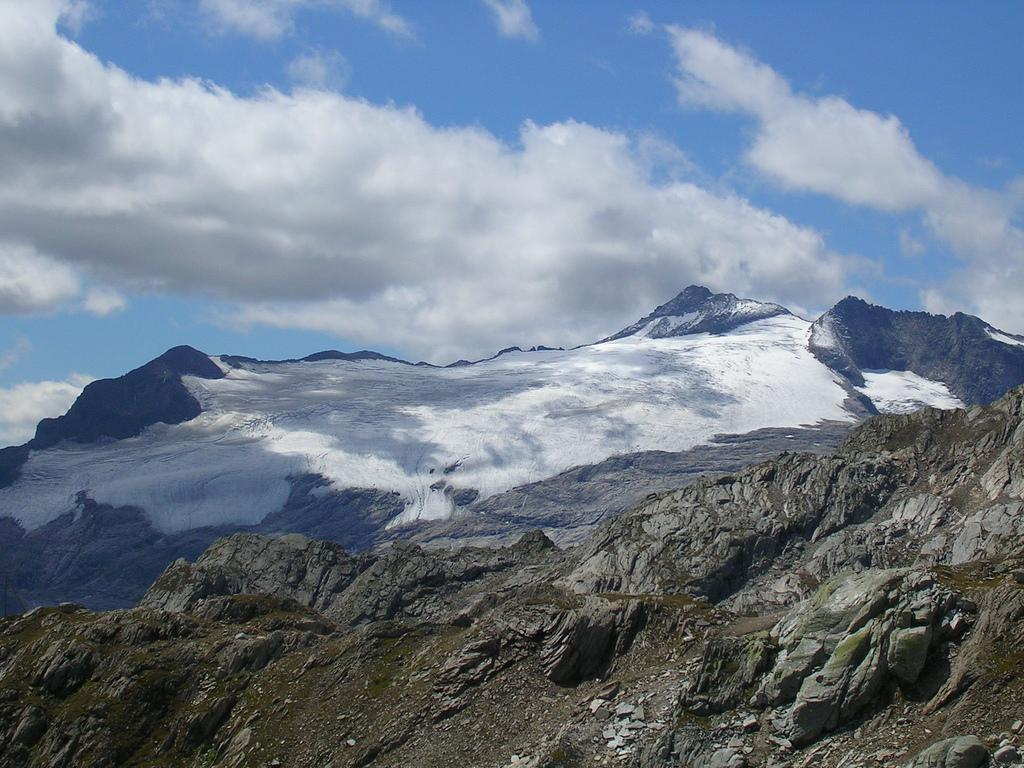
Monte Basodino

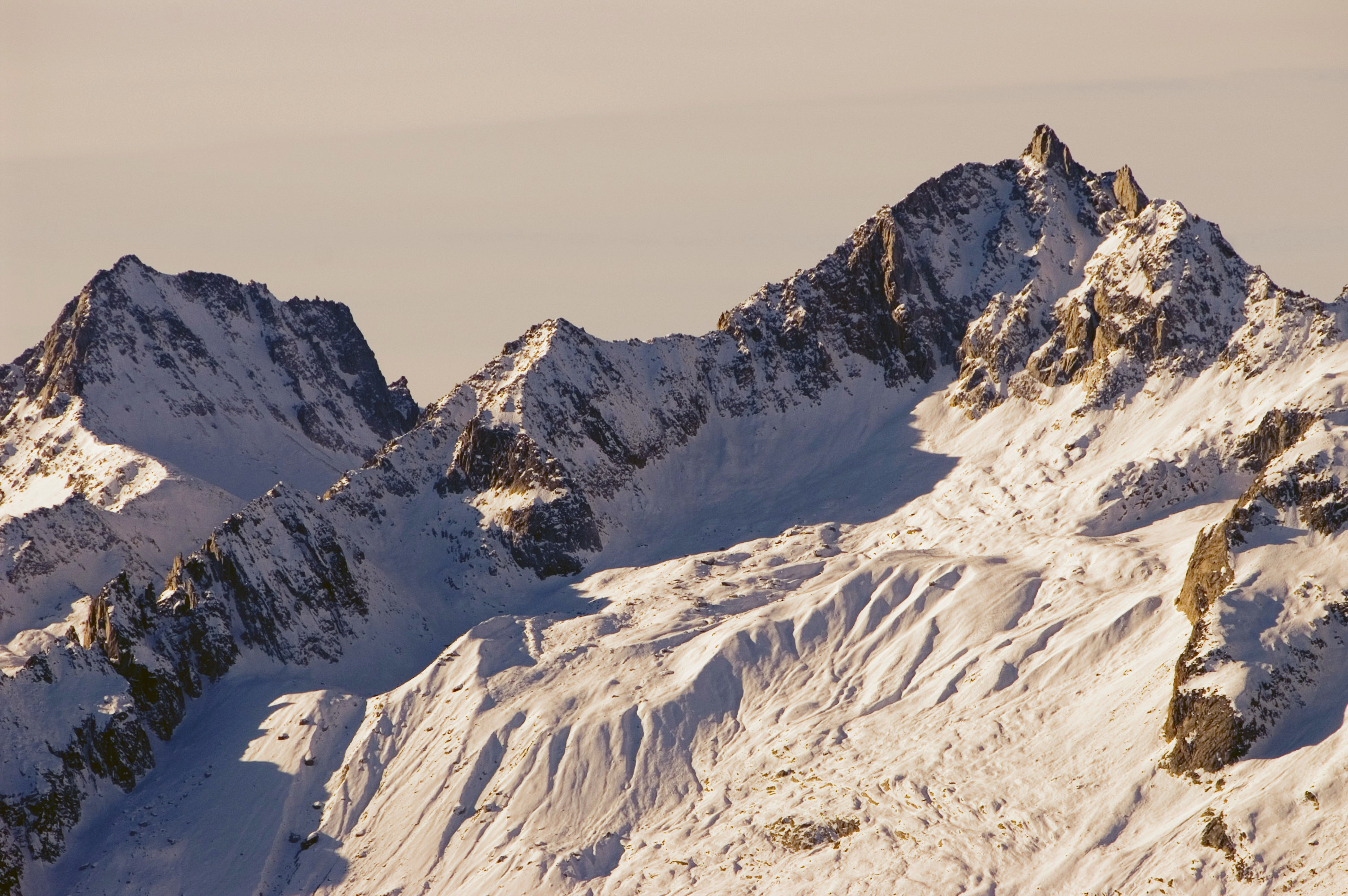
Pizzo Rotondo

Piz Vial

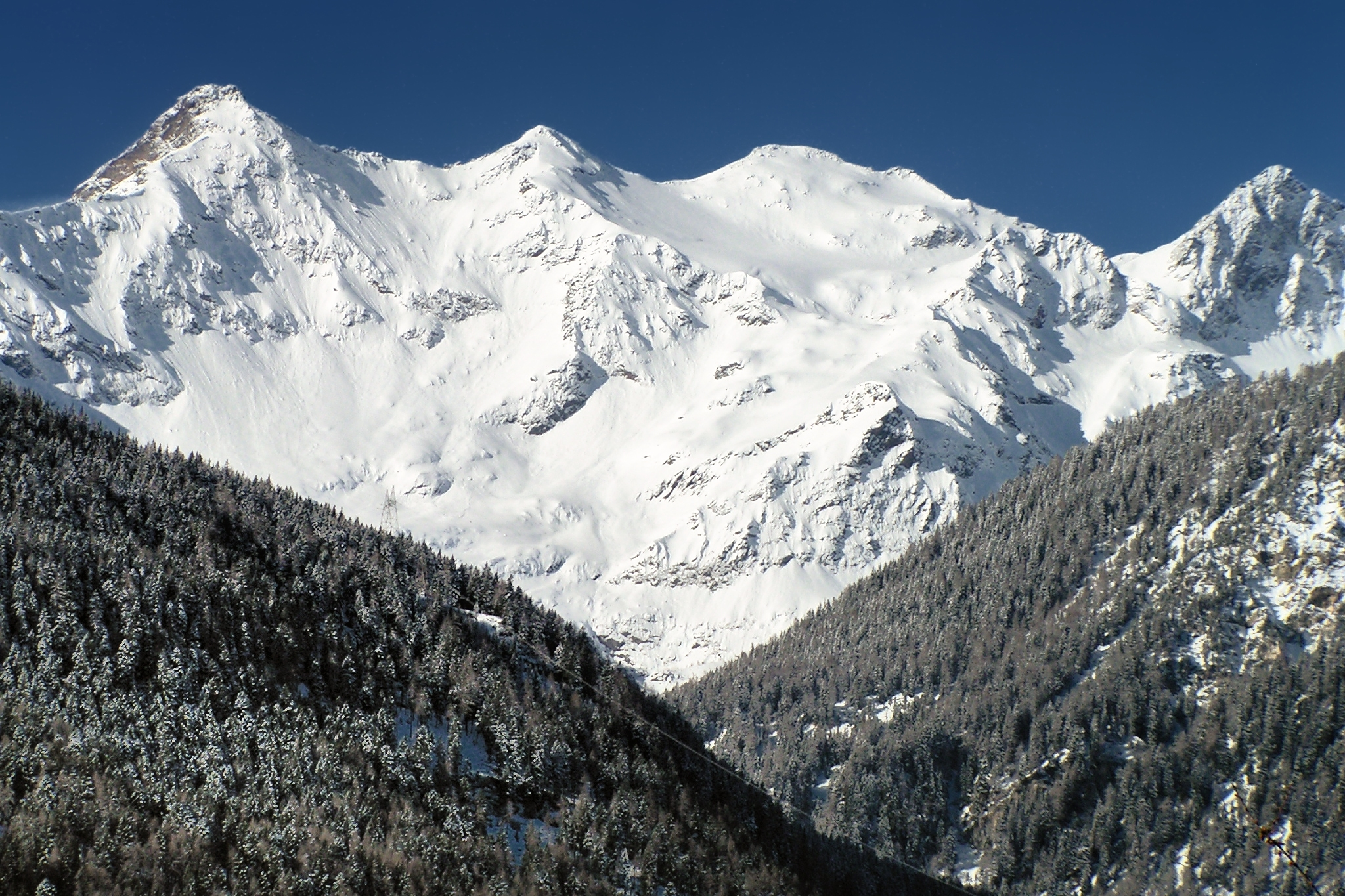
Campo Tencia

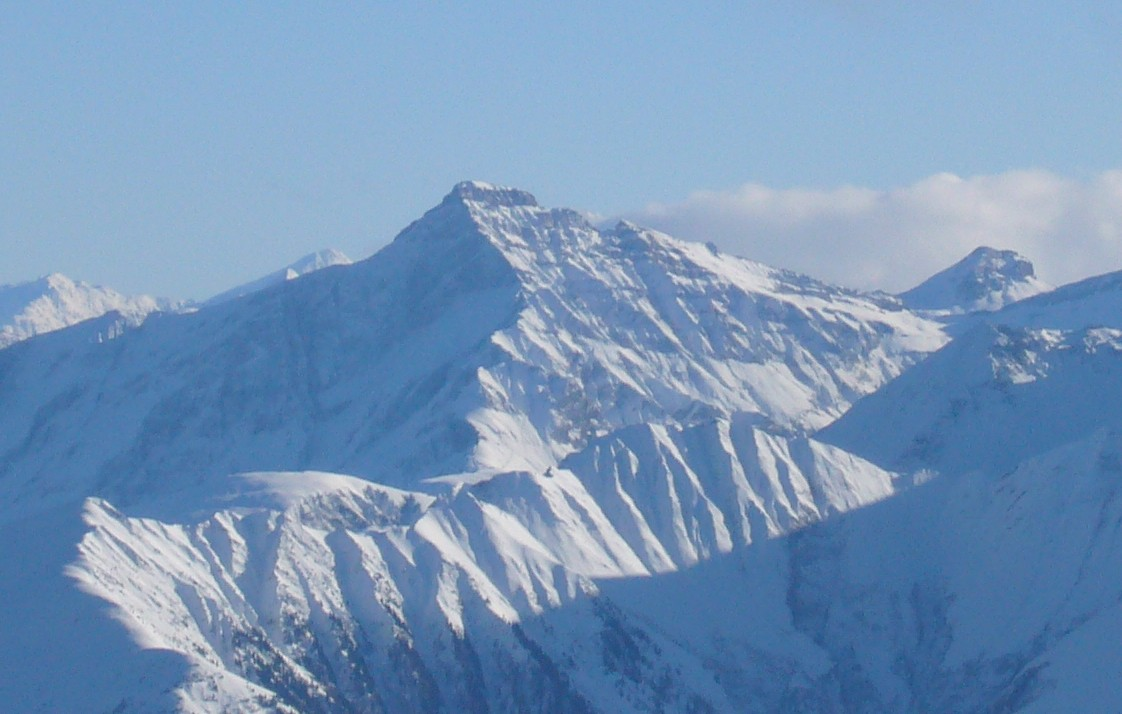
Piz Beverin

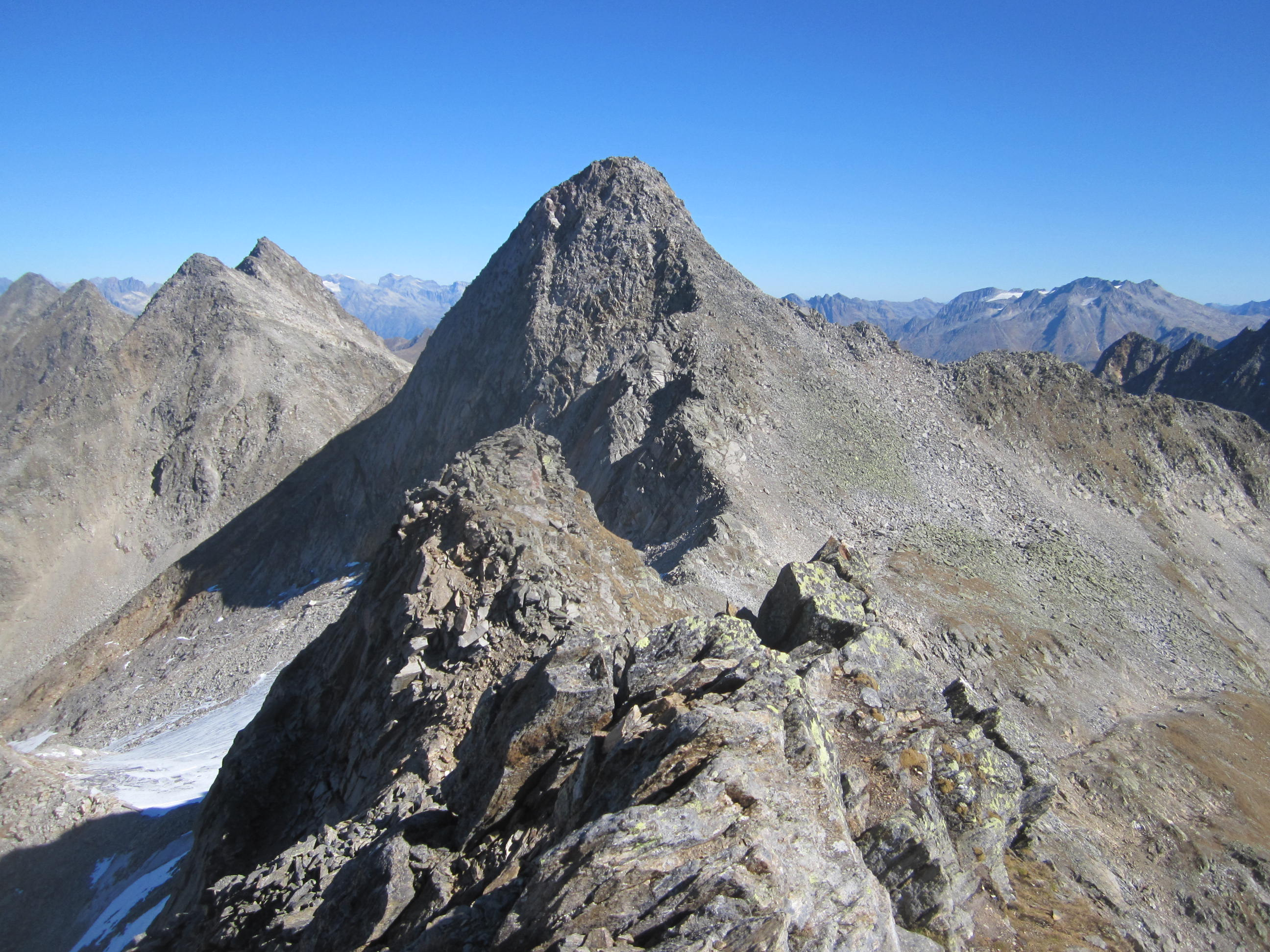
Piz Blas

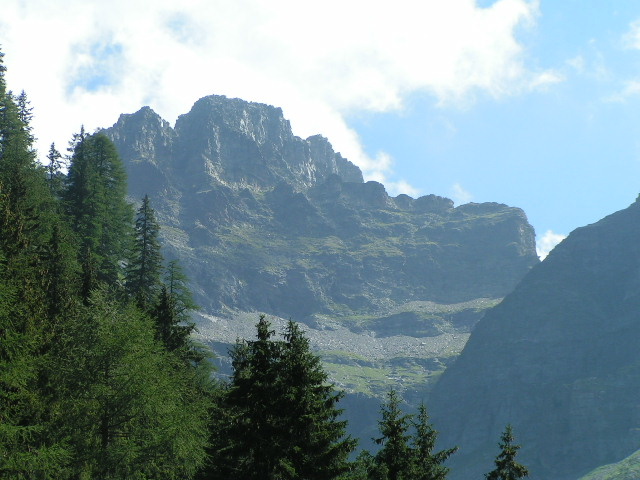
Torrone alto

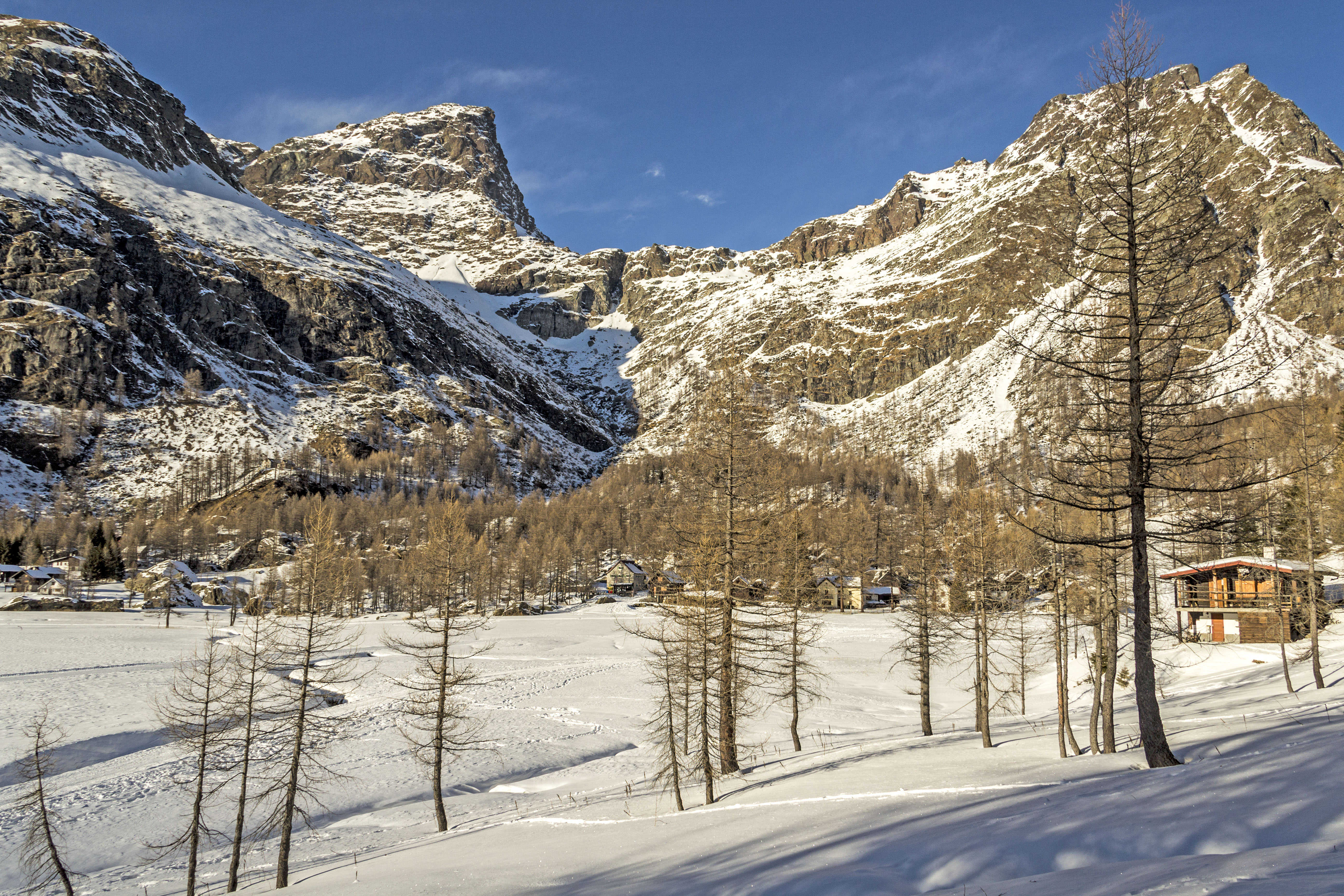
Alpe Devero

Le vette principali delle Alpi Lepontine sono:
| vetta                 | altezza (m) | sottosezione                            | supergruppo                                |
| --------------------- | ----------- | --------------------------------------- | ------------------------------------------ |
| Monte Leone           | 3552        | Alpi del Monte Leone e del San Gottardo | Catena Monte Leone-Blinnenhorn             |
| Breithorn             | 3438        | Alpi del Monte Leone e del San Gottardo | Catena Monte Leone-Blinnenhorn             |
| Adula                 | 3402        | Alpi dell'Adula                         | Gruppo dell'Adula                          |
| Güferhorn             | 3393        | Alpi dell'Adula                         | Gruppo dell'Adula                          |
| Blinnenhorn           | 3374        | Alpi del Monte Leone e del San Gottardo | Catena Monte Leone-Blinnenhorn             |
| Pizzo Tambò           | 3279        | Alpi dell'Adula                         | Catena Mesolcina                           |
| Helsenhorn            | 3274        | Alpi del Monte Leone e del San Gottardo | Catena Monte Leone-Blinnenhorn             |
| Monte Basòdino        | 3273        | Alpi Ticinesi e del Verbano             | Catena Basodino-Cristallina-Biela          |
| Punta di Terrarossa   | 3255        | Alpi del Monte Leone e del San Gottardo | Catena Monte Leone-Blinnenhorn             |
| Punta d'Arbola        | 3242        | Alpi del Monte Leone e del San Gottardo | Catena Monte Leone-Blinnenhorn             |
| Monte Cervandone      | 3210        | Alpi del Monte Leone e del San Gottardo | Catena Monte Leone-Blinnenhorn             |
| Piz Medel             | 3203        | Alpi dell'Adula                         | Catena Medel-Terri                         |
| Scopi                 | 3200        | Alpi dell'Adula                         | Catena Medel-Terri                         |
| Rheinquellhorn        | 3200        | Alpi dell'Adula                         | Gruppo dell'Adula                          |
| Pizzo Rotondo         | 3197        | Alpi del Monte Leone e del San Gottardo | Catena Rotondo-Centrale-Piz Blas           |
| Punta del Rebbio      | 3194        | Alpi del Monte Leone e del San Gottardo | Catena Monte Leone-Blinnenhorn             |
| Hübschhorn            | 3192        | Alpi del Monte Leone e del San Gottardo | Catena Monte Leone-Blinnenhorn             |
| Punta del Sabbione    | 3182        | Alpi del Monte Leone e del San Gottardo | Catena Monte Leone-Blinnenhorn             |
| Punta di Mottiscia    | 3181        | Alpi del Monte Leone e del San Gottardo | Catena Monte Leone-Blinnenhorn             |
| Rappehorn             | 3176        | Alpi del Monte Leone e del San Gottardo | Catena Monte Leone-Blinnenhorn             |
| Cima di Camadra       | 3172        | Alpi dell'Adula                         | Catena Medel-Terri                         |
| Piz Vial              | 3168        | Alpi dell'Adula                         | Catena Medel-Terri                         |
| Cima Rossa            | 3161        | Alpi dell'Adula                         | Gruppo dell'Adula                          |
| Pizzo dei Piani       | 3158        | Alpi dell'Adula                         | Catena Mesolcina                           |
| Pizzo Zapport         | 3152        | Alpi dell'Adula                         | Gruppo dell'Adula                          |
| Piz Terri             | 3151        | Alpi dell'Adula                         | Catena Medel-Terri                         |
| Pizzo di Cassimoi     | 3129        | Alpi dell'Adula                         | Gruppo dell'Adula                          |
| Piz Aul               | 3121        | Alpi dell'Adula                         | Catena Medel-Terri                         |
| Fanellhorn            | 3124        | Alpi dell'Adula                         | Gruppo dell'Adula                          |
| Pizzo Pesciora        | 3120        | Alpi del Monte Leone e del San Gottardo | Catena Rotondo-Centrale-Piz Blas           |
| Pizzo Gaglianera      | 3120        | Alpi dell'Adula                         | Catena Medel-Terri                         |
| Punta Marani          | 3108        | Alpi del Monte Leone e del San Gottardo | Catena Monte Leone-Blinnenhorn             |
| Witenwasserenstock    | 3084        | Alpi del Monte Leone e del San Gottardo | Catena Rotondo-Centrale-Piz Blas           |
| Pizzo Cornera         | 3084        | Alpi del Monte Leone e del San Gottardo | Catena Monte Leone-Blinnenhorn             |
| Campo Tencia          | 3075        | Alpi Ticinesi e del Verbano             | Catena Campo Tencia-Zucchero-Madone Grosso |
| Chüebodenhorn         | 3070        | Alpi del Monte Leone e del San Gottardo | Catena Rotondo-Centrale-Piz Blas           |
| Leckihorn             | 3069        | Alpi del Monte Leone e del San Gottardo | Catena Rotondo-Centrale-Piz Blas           |
| Punta Gallina         | 3061        | Alpi del Monte Leone e del San Gottardo | Catena Rotondo-Centrale-Piz Blas           |
| Bruschghorn           | 3054        | Alpi dell'Adula                         | Monti dello Spluga                         |
| Alperschällihorn      | 3045        | Alpi dell'Adula                         | Monti dello Spluga                         |
| Punta dei Camosci     | 3044        | Alpi del Monte Leone e del San Gottardo | Catena Monte Leone-Blinnenhorn             |
| Plattenberg           | 3041        | Alpi dell'Adula                         | Catena Medel-Terri                         |
| Piz Gannaretsch       | 3040        | Alpi del Monte Leone e del San Gottardo | Catena Rotondo-Centrale-Piz Blas           |
| Chilchalphorn         | 3040        | Alpi dell'Adula                         | Gruppo dell'Adula                          |
| Saashörner            | 3037        | Alpi del Monte Leone e del San Gottardo | Massiccio del San Gottardo                 |
| Gelbhorn              | 3036        | Alpi dell'Adula                         | Monti dello Spluga                         |
| Frunthorn             | 3030        | Alpi dell'Adula                         | Catena Medel-Terri                         |
| Corno di Ban          | 3028        | Alpi del Monte Leone e del San Gottardo | Catena Monte Leone-Blinnenhorn             |
| Piz Corbet            | 3026        | Alpi dell'Adula                         | Catena Mesolcina                           |
| Piz Blas              | 3023        | Alpi del Monte Leone e del San Gottardo | Catena Rotondo-Centrale-Piz Blas           |
| Faltschonhorn         | 3022        | Alpi dell'Adula                         | Catena Medel-Terri                         |
| Piz Rondadura         | 3016        | Alpi del Monte Leone e del San Gottardo | Catena Rotondo-Centrale-Piz Blas           |
| Monte Giove           | 3010        | Alpi del Monte Leone e del San Gottardo | Catena Monte Leone-Blinnenhorn             |
| Piz Ravetsch          | 3006        | Alpi del Monte Leone e del San Gottardo | Catena Rotondo-Centrale-Piz Blas           |
| Fleschhorn            | 3004        | Alpi del Monte Leone e del San Gottardo | Catena Monte Leone-Blinnenhorn             |
| Pizzas d'Anarosa      | 3002        | Alpi dell'Adula                         | Monti dello Spluga                         |
| Pizzo Centrale        | 2999        | Alpi del Monte Leone e del San Gottardo | Catena Rotondo-Centrale-Piz Blas           |
| Piz Beverin           | 2997        | Alpi dell'Adula                         | Monti dello Spluga                         |
| Weisshorn (Splugen)   | 2992        |                                         |                                            |
| Holzjihorn            | 2987        | Alpi del Monte Leone e del San Gottardo | Catena Monte Leone-Blinnenhorn             |
| Piz de la Lumbreida   | 2983        | Alpi dell'Adula                         | Catena Mesolcina                           |
| Teurihorn             | 2973        | Alpi dell'Adula                         | Monti dello Spluga                         |
| Marscholhorn          | 2970        | Alpi dell'Adula                         | Gruppo dell'Adula                          |
| Gernstock             | 2961        |                                         |                                            |
| Pizzo Lucendro        | 2959        | Alpi del Monte Leone e del San Gottardo | Catena Rotondo-Centrale-Piz Blas           |
| Bättlihorn            | 2951        | Alpi del Monte Leone e del San Gottardo | Catena Monte Leone-Blinnenhorn             |
| Torrone Alto          | 2950        | Alpi dell'Adula                         | Gruppo dell'Adula                          |
| Pizzo Moro            | 2948        | Alpi del Monte Leone e del San Gottardo | Catena Monte Leone-Blinnenhorn             |
| Piz Tomül             | 2946        | Alpi dell'Adula                         | Monti dello Spluga                         |
| Piz Cavel             | 2944        | Alpi dell'Adula                         | Catena Medel-Terri                         |
| Fil di Remia          | 2939        | Alpi dell'Adula                         | Gruppo dell'Adula                          |
| Six Madun (Badus)     | 2932        | Alpi del Monte Leone e del San Gottardo | Catena Rotondo-Centrale-Piz Blas           |
| Bärenhorn             | 2929        | Alpi dell'Adula                         | Monti dello Spluga                         |
| Pizzo Fiorera         | 2921        | Alpi Ticinesi e del Verbano             | Catena Basodino-Cristallina-Biela          |
| Pizzo Cristallina     | 2912        | Alpi Ticinesi e del Verbano             | Catena Basodino-Cristallina-Biela          |
| Pizzo Forno           | 2907        | Alpi Ticinesi e del Verbano             | Catena Campo Tencia-Zucchero-Madone Grosso |
| Piz Muraun            | 2899        | Alpi dell'Adula                         | Catena Medel-Terri                         |
| Piz da Termin         | 2899        | Alpi dell'Adula                         | Gruppo dell'Adula                          |
| Punta della Rossa     | 2888        | Alpi del Monte Leone e del San Gottardo | Catena Monte Leone-Blinnenhorn             |
| Guggernüll            | 2886        | Alpi dell'Adula                         | Catena Mesolcina                           |
| Monte Cistella        | 2880        | Alpi del Monte Leone e del San Gottardo | Catena Monte Leone-Blinnenhorn             |
| Piz Fess              | 2880        | Alpi dell'Adula                         | Monti dello Spluga                         |
| Poncione di Braga     | 2864        | Alpi Ticinesi e del Verbano             | Catena Basodino-Cristallina-Biela          |
| Pizzo Biela           | 2863        | Alpi Ticinesi e del Verbano             | Catena Basodino-Cristallina-Biela          |
| Piz della Forcola     | 2674        | Alpi dell'Adula                         | Catena Mesolcina                           |
| Pizzo del Lago Gelato | 2617        | Alpi Ticinesi e del Verbano             | Gruppo dell'Onsernone                      |
| Pizzo Paglia          | 2594        | Alpi dell'Adula                         | Catena Mesolcina                           |
| Pizzaccio             | 2589        | Alpi dell'Adula                         | Catena Mesolcina                           |
| Pizzo Cavregasco      | 2535        | Alpi dell'Adula                         | Catena Mesolcina                           |
| Pizzo la Scheggia     | 2466        | Alpi Ticinesi e del Verbano             | Gruppo dell'Onsernone                      |
| Punta d'Orogna        | 2447        | Alpi del Monte Leone e del San Gottardo | Catena Monte Leone-Blinnenhorn             |
| Pioda di Crana        | 2430        | Alpi Ticinesi e del Verbano             | Gruppo dell'Onsernone                      |
| Monte del Sangiatto   | 2387        | Alpi del Monte Leone e del San Gottardo | Catena Monte Leone-Blinnenhorn             |
| Monte Cazzola         | 2330        | Alpi del Monte Leone e del San Gottardo | Catena Monte Leone-Blinnenhorn             |

## Lista dei valichi e passi

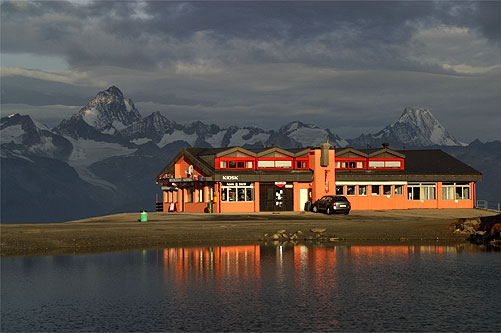
Passo della Novena

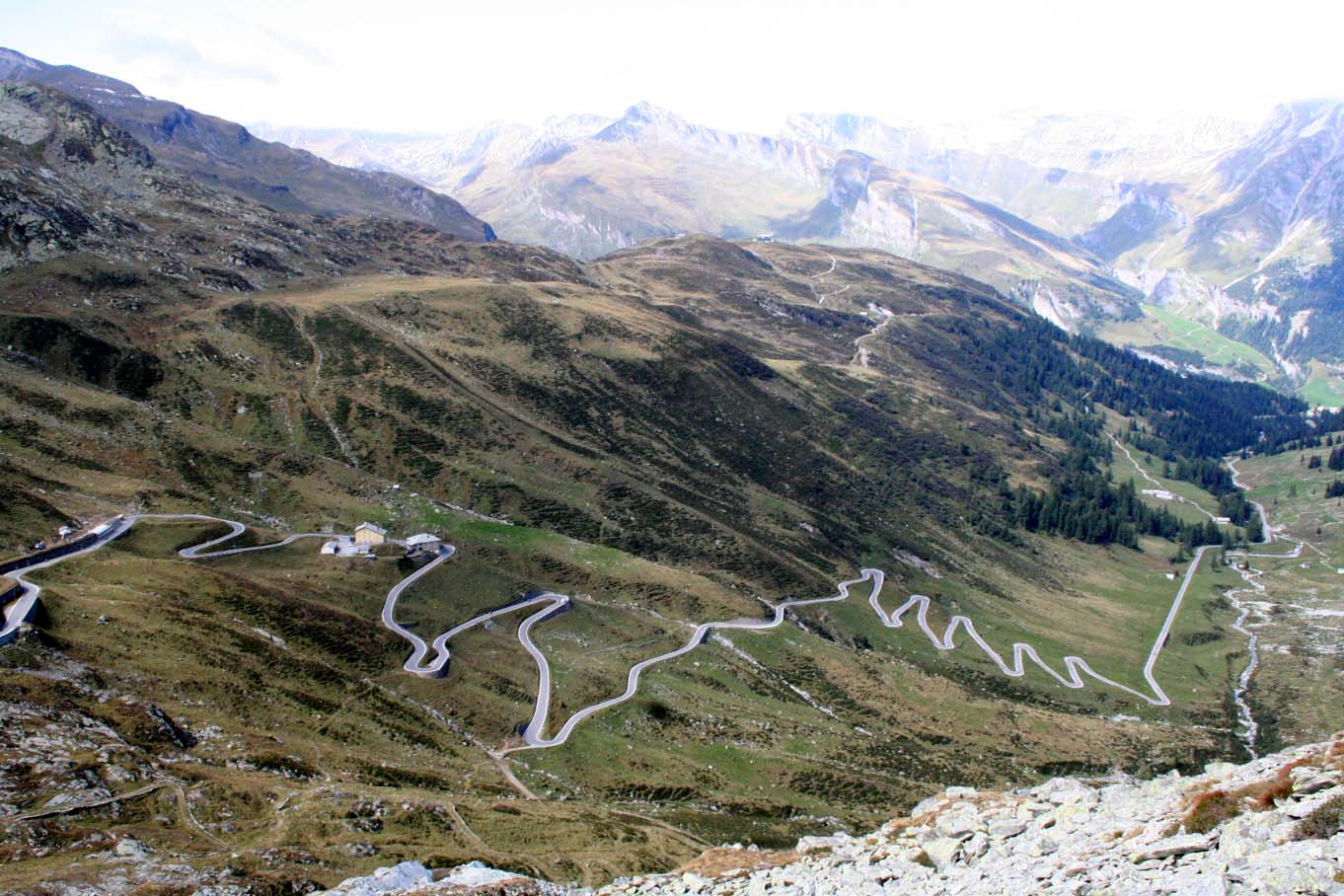
Passo dello Spluga

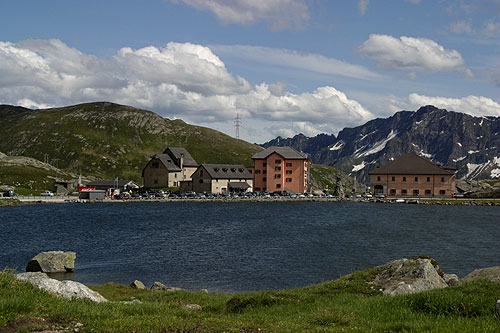
Passo del San Gottardo

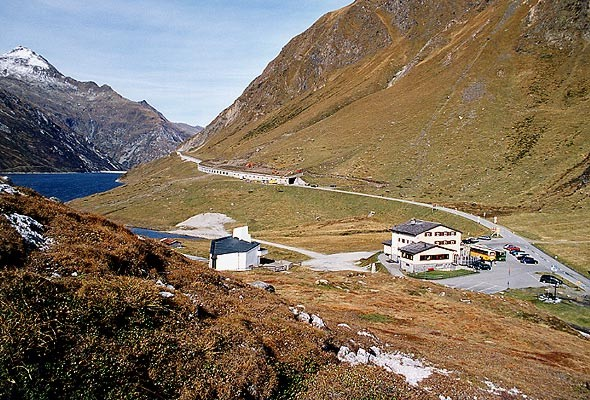
Passo del Lucomagno

I principali valichi delle Alpi Lepontine sono:
| Passi montani            | collegano                                  | tipo                                                     | altezza | altezza |
| Passi montani            | collegano                                  | tipo                                                     | m       | ft      |
| ------------------------ | ------------------------------------------ | -------------------------------------------------------- | ------- | ------- |
| Zapport Pass             | Hinterrhein a Malvaglia e Biasca           | sentiero su ghiaccio                                     | 3 079   | 10 103  |
| Guferlücke               | Canaltal a Lentatal (in Vallese, Svizzera) | sentiero su ghiaccio                                     | 2 980   | 9 777   |
| Lentalücke               | Hinterrhein a Vals                         | sentiero su ghiaccio                                     | 2 954   | 9 692   |
| Hohsand Pass             | Binn a La Frua (Toce cascata)              | sentiero su ghiaccio                                     | 2 927   | 9 603   |
| Lecki Pass               | Realp a Oberwald VS                        | sentiero su ghiaccio                                     | 2 912   | 9 554   |
| Passo Rotondo            | Airolo a Oberwald                          | sentiero su ghiaccio                                     | 2 880   | 9 449   |
| Kaltwasser Pass          | Sempione Ospizio a Alpe Veglia             | sentiero su ghiaccio                                     | 2 844   | 9 331   |
| Scaradra Pass            | Vals a Olivone                             | sentiero                                                 | 2 770   | 9 088   |
| Satteltelücke            | Vals a Vrin                                | sentiero                                                 | 2 768   | 9 082   |
| Ritter Pass              | Binn ad Alpe Veglia                        | sentiero su ghiaccio                                     | 2 692   | 8 832   |
| Cavanna Pass             | Realp a Bedretto                           | sentiero su ghiaccio                                     | 2 611   | 8 566   |
| Scatta Minoia            | Devero a Formazza                          | mulattiera                                               | 2 597   | 8 521   |
| Bocchetta di Cadlimo     | Airolo al Passo del Lucomagno              | sentiero                                                 | 2 542   | 8 340   |
| Valserberg               | Hinterrhein a Vals                         | mulattiera                                               | 2 507   | 8 225   |
| Safierberg               | Splügen a Safien                           | mulattiera                                               | 2 490   | 8 170   |
| Passo della Novena       | Ulrichen a Airolo                          | strada                                                   | 2 478   | 8 130   |
| Geisspfad Pass           | Binn a Devero                              | sentiero                                                 | 2 475   | 8 120   |
| Gries Pass               | Ulrichen a La Frua                         | mulattiera                                               | 2 468   | 8 098   |
| Passo di Naret           | Fusio ad Airolo                            | mulattiera                                               | 2 443   | 8 015   |
| Passo Valtendra          | Alpe Veglia a Devero and Baceno            | mulattiera                                               | 2 431   | 7 976   |
| Diesrut Pass             | Vrin a Sumvitg                             | mulattiera                                               | 2 424   | 7 953   |
| Albrun Pass              | Binn a Devero and Baceno                   | mulattiera                                               | 2 410   | 7 907   |
| Passo della Greina       | Olivone a Sumvitg                          | mulattiera                                               | 2 360   | 7 743   |
| Passo Campolungo         | Fusio a Dalpe                              | sentiero                                                 | 2 313   | 7 605   |
| Passo di San Giacomo     | Airolo a La Frua                           | mulattiera                                               | 2 308   | 7 573   |
| Passo di Buffalora       | Mesocco alla Val Calanca                   | sentiero                                                 | 2 265   | 7 431   |
| Passo dell'Uomo          | Quinto (Svizzera) al Passo del Lucomagno   | sentiero                                                 | 2 212   | 7 258   |
| Passo Nara               | Faido a Leontica                           | sentiero                                                 | 2 123   | 6 965   |
| Passo dello Spluga       | Thusis a Chiavenna                         | strada                                                   | 2 117   | 6 946   |
| Passo del San Gottardo   | Andermatt a Airolo                         | strada                                                   | 2 114   | 6 936   |
| Passo del San Bernardino | Thusis a Bellinzona                        | strada                                                   | 2 063   | 6 769   |
| Passo San Jorio          | Dongo a Bellinzona                         | strada (versante italiano), sentiero (versante svizzero) | 2 010   | 6 594   |
| Passo del Lucomagno      | Disentis a Olivone                         | strada                                                   | 1 917   | 6 289   |
| Scatta d'Orogna          | Alpe Devero a Alpe Veglia                  | sentiero                                                 | 2 470   | 8 104   |

## Rifugi alpini

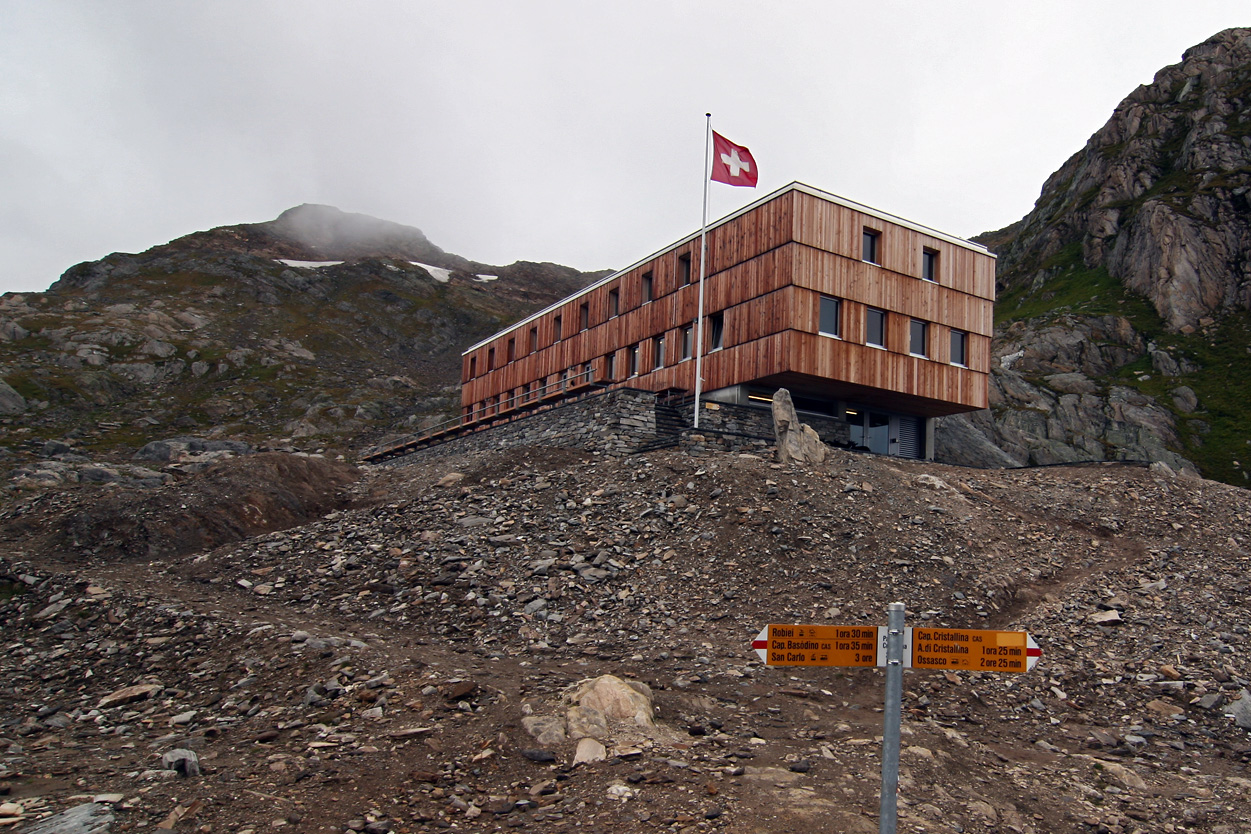
La Capanna Cristallina.

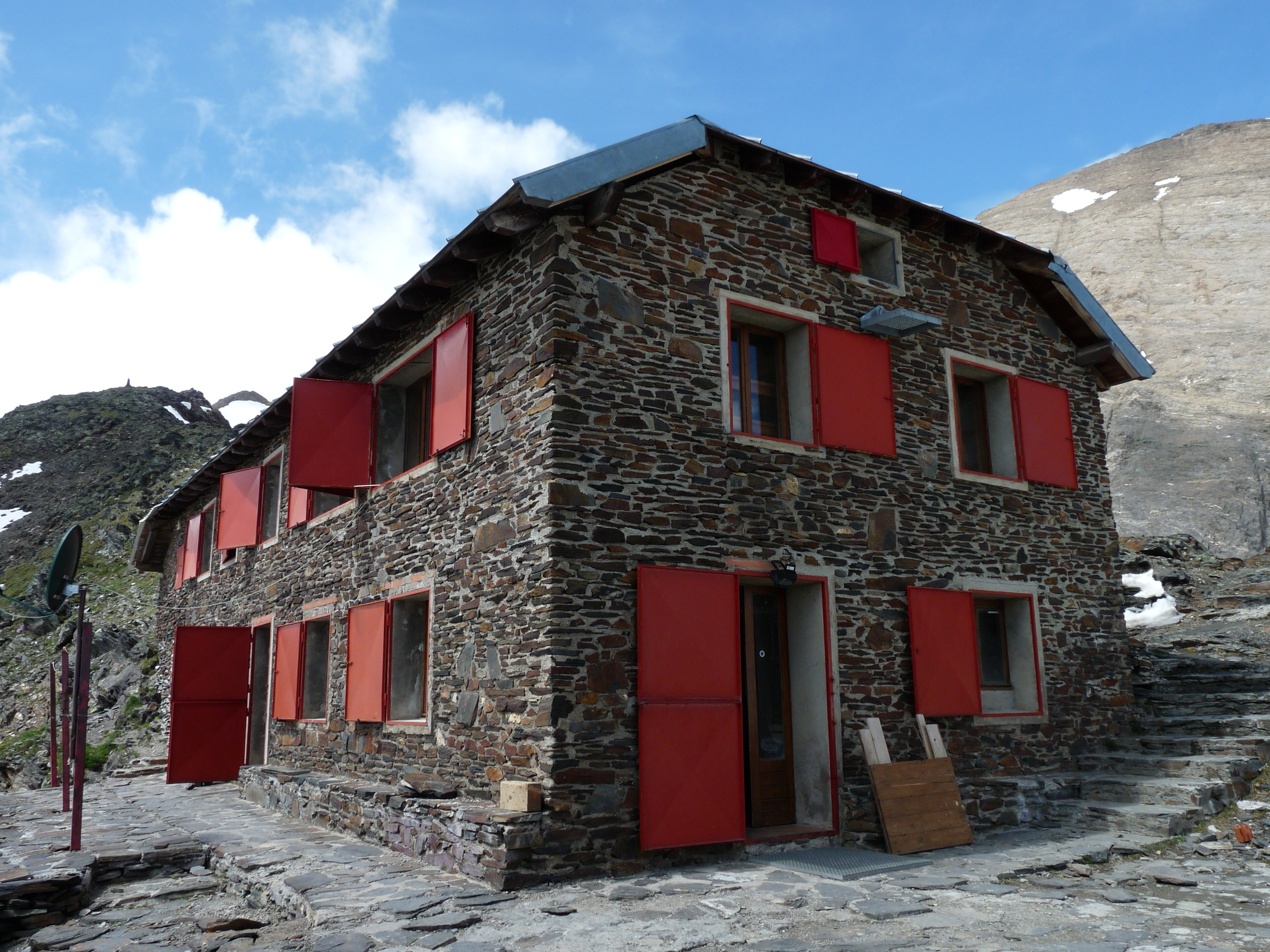
Rifugio 3A

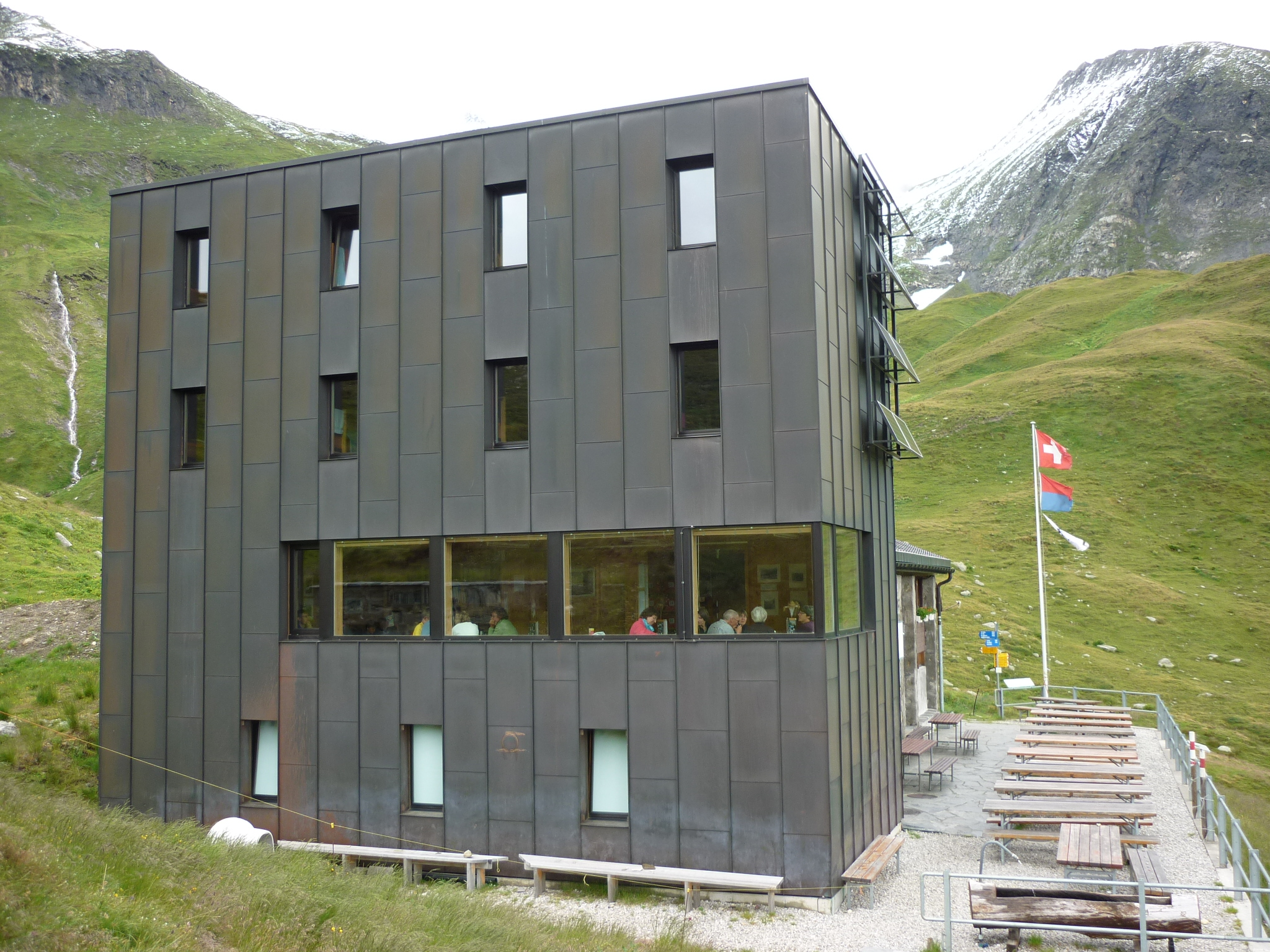
Capanna Motterascio

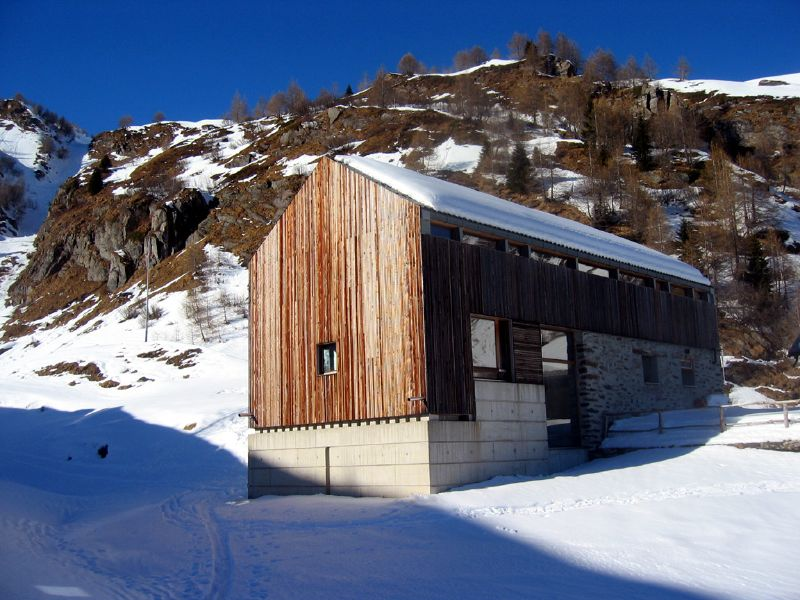
Capanna Bovarina

Per favorire l'escursionismo e la salita alle vette le Alpi Lepontine sono dotate di parecchi rifugi alpini:
- Rifugio 3A - 2.960 m
- Capanna Monte Leone - 2.848 m
- Rifugio Claudio e Bruno - 2.710 m
- Capanna Cristallina - 2.575 m
- Capanna Cadlimo - 2.570 m
- Camona da Medel - 2.524 m
- Rifugio Cesare Mores - 2.515 m
- Rifugio Città di Busto - 2.480 m
- Capanna Adula UTOE - 2.393 m
- Capanna Corno Gries - 2.338 m
- Capanna Gana Rossa - 2.270 m
- Binntalhütte - 2.269 m
- Capanna Leìt - 2.257 m
- Capanna Scaletta - 2.205 m
- Rifugio Föisc - 2.200 m
- Rifugio Margaroli - 2.194 m
- Capanna Scaradra - 2.173 m
- Capanna Barone - 2.172 m
- Capanna Motterascio - 2.172 m
- Camona da Terri - 2.170 m
- Rifugio Maria Luisa - 2.157 m
- Bortelhütte - 2.113 m
- Capanna Campo Tencia - 2.140 m
- Capanna Pian di Crest - 2.108 m
- Capanna Quarnèi - 2.107 m
- Capanna Buffalora - 2.078 m
- Capanna di Cava - 2.066 m
- Rifugio Miryam - 2.050 m
- Capanna Efra - 2.039 m
- Capanna Prou - 2.015 m
- Capanna Adula CAS - 2.012 m
- Ospizio del Sempione - 2.005 m
- Capanna Poncione di Braga - 2.003 m
- Capanna Alpe Sponda - 1.997 m
- Capanna Ribia - 1.996 m
- Capanna Cadagno - 1.987 m
- Capanna Piansecco - 1.982 m
- Capanna Garzonera - 1.973 m
- Capanna Cognora - 1.938 m
- Rifugio Primo Bonasson - 1.925 m
- Capanna Borgna - 1.919 m
- Capanna Grossalp - 1.907 m
- Capanna Brogoldone - 1.904 m
- Rifugio Regi - 1.888 m
- Capanna Albagno - 1.870 m
- Capanna Bovarina - 1.870 m
- Capanna Piandios - 1.867 m
- Capanna Basòdino - 1.856 m
- Capanna Tremorgio - 1.851 m
- Rifugio Alp de Fora - 1.844 m
- Alpe Spluga - 1.838 m
- Capanna Fümegna - 1.810 m
- Capanna Leis - 1.801 m
- Capanna Gorda - 1.800 m
- Capanna Como - 1.790 m
- Capanna Al Legn - 1.785 m
- Capanna Salei - 1.777 m
- Capanna Gesero - 1.765 m
- Capanna Pian d'Alpe - 1.764 m
- Rifugio Città di Arona - 1.760 m
- Rifugio Crosta Pietro - 1.751 m
- Capanna Dötra - 1.748 m
- Rifugio Tomeo - 1.739 m
- Capanna Alzasca - 1.734 m
- Capanna dell'Alpe di Nimi - 1.718 m
- Capanna Arena - 1.689 m
- Rifugio Castiglioni - 1.640 m
- Rifugio Dante Castelnuovo "al Cedo" - 1.576 m
- Capanna Alva - 1.570 m
- Capanna Sovèltra - 1.534 m
- Capanna Mognone - 1.460 m
- Capanna Gariss - 1.422 m
- Capanna Alpe Osola - 1.418 m
- Capanna Genzianella - 1.400 m
- Capanna Orino - 1.400 m
- Capanna Monti di Lego - 1.150 m

## Stazioni sciistiche
Le principali stazioni di sport invernali presenti sulle Alpi Lepontine sono:
Svizzera:
- Airolo
- Acquarossa
- Bosco Gurin
- Brusino Arsizio
- Campello
- Locarno
- Miglieglia
- Monte Carasso
- Mörel
- Obersaxen
- Ried-Brig
- Rivera
- San Bernardino
- San Carlo
- Vella

Italia:
- Argegno
- Baceno
- Craveggia
- Formazza
- Laveno-Mombello
- Varese
- Varzo

## Curiosità
Nel detto ampiamente usato per insegnare la partizione delle Alpi italiane Ma con gran pena le reca giù le Alpi Lepontine sono rappresentate dalla sesta sillaba, Le.